# András Botos
András Botos est un boxeur hongrois né le 6 mars 1952 à Salgótarján.

## Carrière
Il remporte aux Jeux olympiques d'été de 1972 à Munich la médaille de bronze dans la catégorie poids plumes.

## Palmarès

### Jeux olympiques
- Médaille de bronze en -57 kg aux Jeux de 1972 à Munich,  Allemagne